# 连茂君
连茂君（1970年11月—），辽宁朝阳人。中国经济学博士，高级经济师，高级政工师，政府官员。1990年5月参加工作。现任中共天津市委常委，滨海新区区委书记，中国（天津）自由贸易试验区管委会主任。

## 生平
1993年毕业于辽宁商业高等专科学校（先后被并入锦州师范学院和渤海大学）商业计算机应用专业。1993年8月入职中国北方航空，先后担任飞行部组织干事，客舱服务部办公室主任，政治处副主任，团委副书记。

### 沈阳
2002年2月起，历任沈阳农业高新技术开发区管委会办公室主任，纪工委副书记，管委会主任助理。2004年7月至11月，兼任沈阳农业高新区房产局局长。2005年6月，升任管委会主任。
2006年6月，任蒲河新城管委会副主任，后兼沈北新区副区长，沈阳玉米工业产业园管委会主任等职（期间，于班尼迪克大学攻读管理学硕士）。
2008年3月至2010年12月，任沈北新区区委常委、常务副区长。
2011年1月，升任沈阳市于洪区区长，兼任沈阳大工业区管委会主任、沈阳丁香湖新城管委会主任。
2013年2月，调任沈阳市人民政府秘书长。2016年9月，连茂君任沈阳市委常委，秘书长。2018年6月，出任沈抚新区管委会主任。

### 天津
2019年11月，首度跨省出任天津市副市长，晋升副部级。2020年4月，接替担任中国石油化工集团董事长的张玉卓，升任中共天津市委常委、滨海新区区委书记、中国（天津）自由贸易试验区管委会主任。